# Запремина језера
Запремина језера (W) је веома важан морфометријски показатељ. Израчунава се сабирањем запремина слојева између две суседне изобате. Образац за то је следећи:
{\displaystyle W={\frac {F_{0}+F_{1}}{2}}\cdot h_{1}+{\frac {F_{1}+F_{2}}{2}}\cdot h_{2}+{\frac {F_{2}+F_{3}}{2}}\cdot h_{3}+\cdots }
У наведеном обрасцу F0,F1,F2,F3... су површине равни одговарајућих изобата, а h1,h2,h3 итд. су вертикална растојања између њих.
Познавање запремине језерске воде између и испод појединих изобата неопходно је за конструисање консумпционе криве (криве запремине). Она графички приказује однос водене масе и дубине језера. Служи за брзо изналажење запремине језерске воде при било којем водостају.